# Cuyahoga
Cuyahoga rijeka teče kroz SAD, sjeveroistočnim dijelom države Ohio, raspolavljajući se u Cleveland-u. Ulijeva se u Erie.

## Etimologija
Vjeruje se da naziv ove rijeke potječe iz mohikanskog naziva "Cayagaga", što doslovno prevodi "Iskrivljena rijeka", premda Mohikanci nikada nisu bili u regiji zajedno s Doseljenicima što čini ovu pretpostavku vrlo malo vjerojatnom. Djecu u tom području obično se uči da to dolazi od riječi "Seneca" za "čeljust". To je, međutim, također vjerojatno netočno. Blisko podudaranje na jeziku Seneka je "Gayó'ha'geh" , što bi značilo "na vašoj bradi". Iskrivljeni oblik rijeke neodređeno nalikuje životinjskoj čeljusti. Moguće je da su ga Doseljenici nekoć željeli tako nazvati, ali naziv "Cuyahoga" na kraju je postao prevladavajući i narodna etimologija je preuzela primat, stvarajući slučajnu poveznicu između dva imena koja zapravo nisu postojala.